# Incendio di Borgo

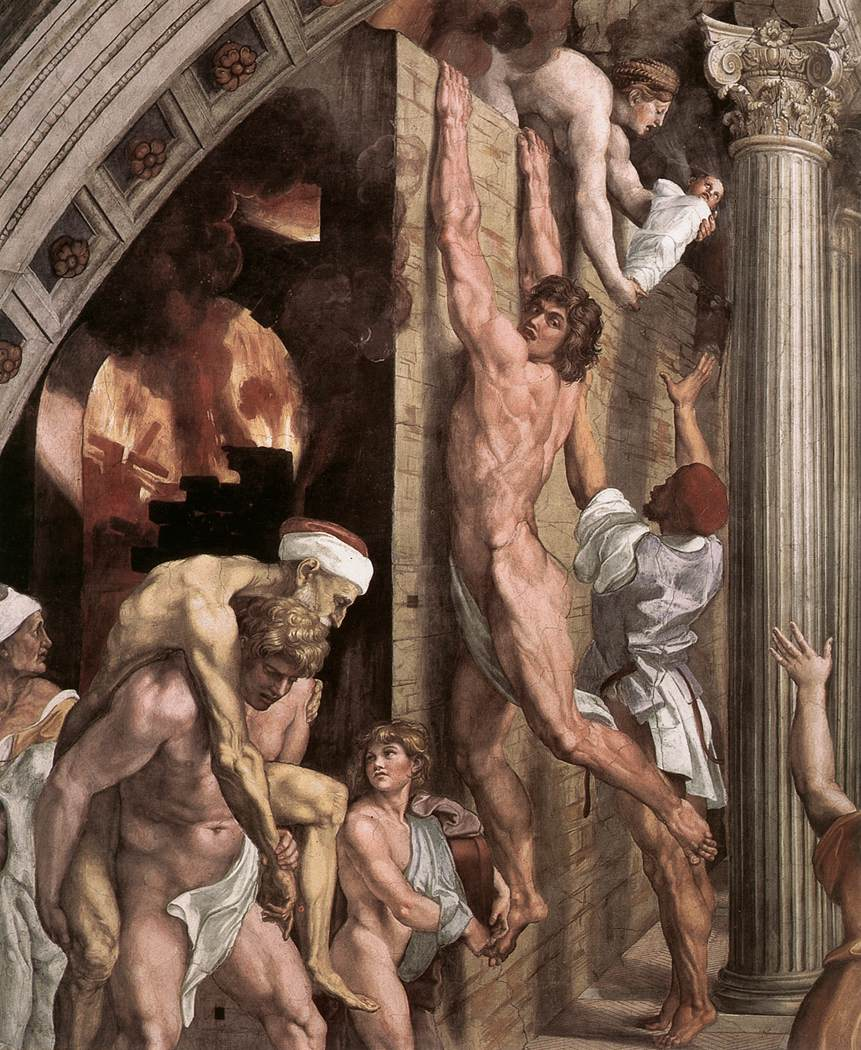
Dettaglio

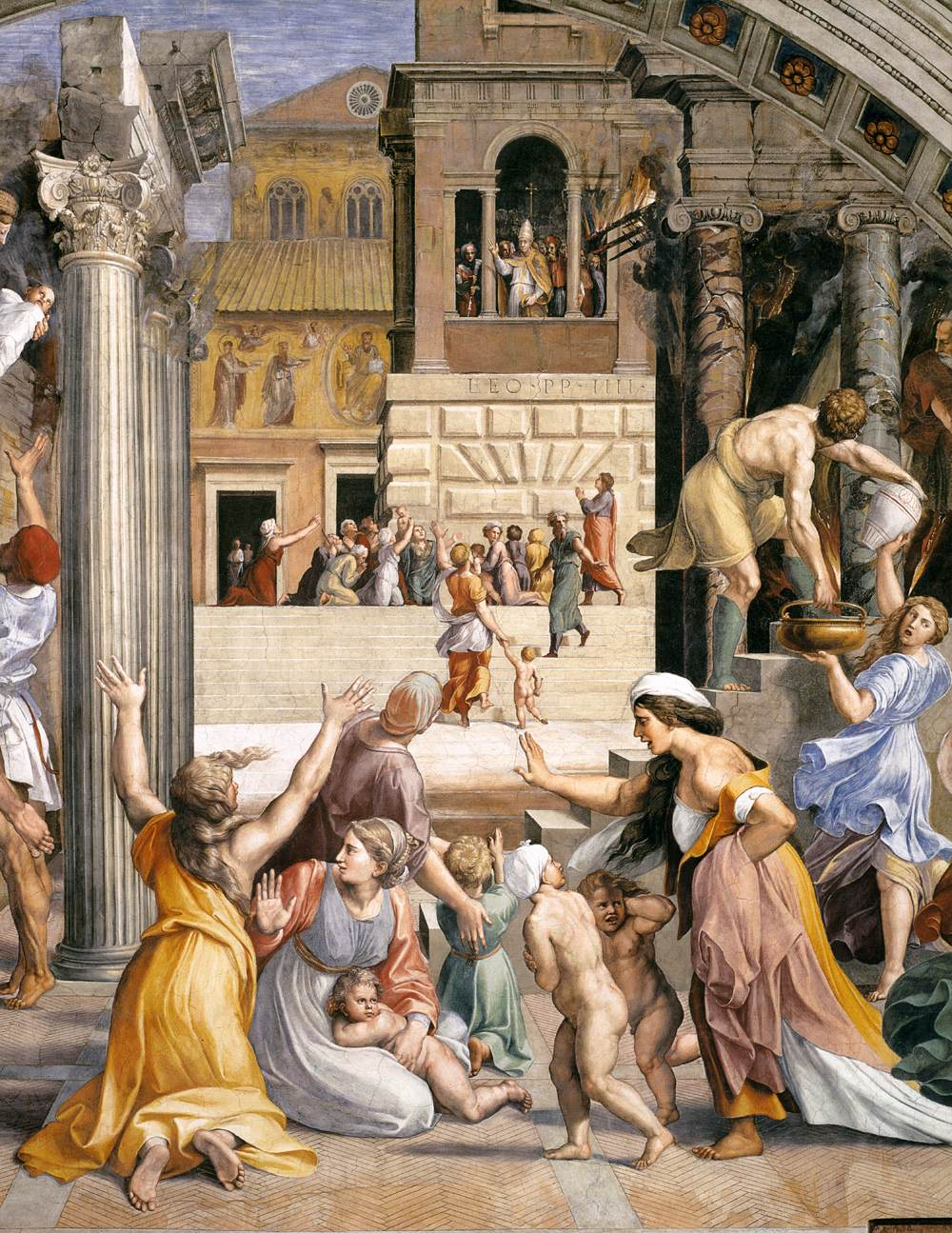
Dettaglio

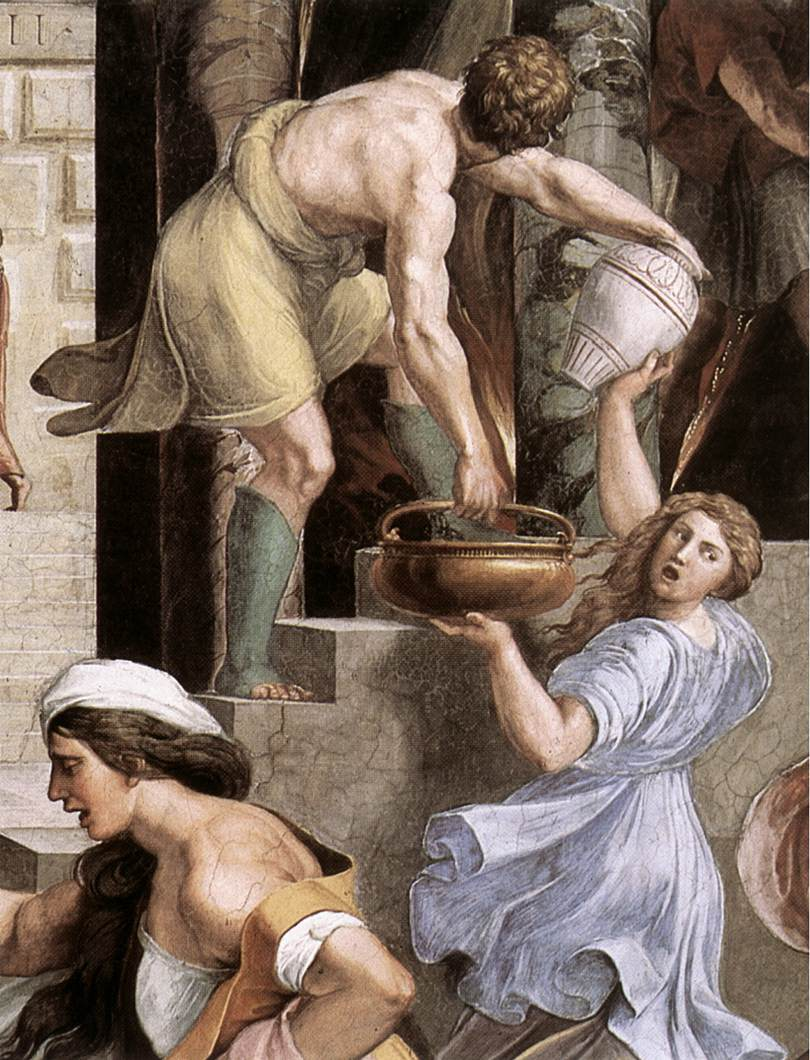
Dettaglio

L'Incendio di Borgo è un affresco (circa 670x500 cm) di Raffaello e aiuti, databile al 1514 e situato nella Stanza dell'Incendio di Borgo, una delle Stanze Vaticane.

## Storia
Raffaello iniziò a lavorare alla terza delle Stanze non molto dopo l'elezione di papa Leone X. Il pontefice, forse ispirandosi alla scena dell'Incontro tra Leone Magno e Attila nella Stanza di Eliodoro, in cui aveva fatto inserire il proprio ritratto al posto di quello di Giulio II, scelse come tema della decorazione la celebrazione dei pontefici col suo stesso nome, Leone III e IV, nelle cui storie, tratte dal Liber Pontificalis (Libro dei Papi), si potevano cogliere allusioni al pontefice attuale, alle sue iniziative e al suo ruolo.
La prima scena ad essere completata fu l'Incendio di Borgo, che diede poi il nome all'intera stanza. In essa gli interventi autografi del maestro sono ancora consistenti, mentre negli episodi successivi i nuovi impegni presi col pontefice (alla Basilica vaticana e agli arazzi per la cappella Sistina in primis) resero necessario un intervento sempre più cospicuo degli aiuti, tra cui spiccavano Giulio Romano, Giovan Francesco Penni e Giovanni da Udine.
In particolare le valutazioni sull'autografia dell'Incendio di Borgo si basano ancora sulle valutazioni di Cavalcaselle e riguardano la zona sinistra e parte di quella destra riferibili al Romano, il gruppo delle donne al centro al Penni o a Giovanni da Udine, e a Raffaello la testa della fanciulla che si gira in avanti tenendo due vasi, alcune figure dello sfondo compreso il papa e alcuni dettagli sparsi. Durante la Repubblica Romana instaurata dai giacobini e successivamente nel periodo napoleonico, i francesi elaborarono alcuni piani per staccare gli affreschi e renderli portabili. Infatti, venne espresso il desiderio di rimuovere gli affreschi di Raffaello dalle pareti delle Stanze Vaticane e inviarli in Francia, tra gli oggetti spediti al Musee Napoleon delle spoliazioni napoleoniche, ma il progetto non fu mai realizzato a causa delle difficoltà tecniche e dei tentativi falliti e disastrosi dei francesi presso la Chiesa di San Luigi dei Francesi a Roma.

## Descrizione e stile
Nell'847 divampò nel quartiere antistante l'antica basilica di San Pietro (il "Borgo") un terribile incendio. Leone IV, impartendo la benedizione solenne dalla Loggia delle Benedizioni, fece spegnere miracolosamente il fuoco, il che permise la salvezza della popolazione e della basilica.
La storia è calata in un ambiente classico, popolato da figure eroiche che risentono dell'influenza di Michelangelo, con venature letterarie, che alludono all'incendio di Troia di virgiliana memoria, e politiche, che alludono al ruolo pacificatore del papa durante il divampare dei focolai di guerra tra le potenze cristiane. La rievocazione dell'Eneide inoltre era un pretesto per celebrare la storia di Roma nella sua dimensione più eroica.
Due gruppi di architetture fanno da quinte laterali, estremamente dinamiche, mentre al centro uno squarcio in lontananza rivela la figura del pontefice, di immota serenità dovuta alla consapevolezza della sua infallibilità.
La parte sinistra, con un tempio in rovina che ricorda il colonnato corinzio del tempio dei Dioscuri, mostra attraverso un arco un edificio in fiamme col tetto ormai scoperchiato. Un giovane ignudo si cala dalla parete con la tensione muscolare dello sforzo ben evidente, mentre una donna porge un bambino in fasce a un uomo; più avanti, una scena che evoca l'episodio di Enea che avanza trascinando sulle spalle il padre Anchise e il figlio Ascanio a lato . Insieme a essi si vede l'anziana nutrice del condottiero troiano, Caieta, che ricorda vagamente la Sibilla Libica di Michelangelo nella volta della Cappella Sistina.
A destra un gruppo di donne si affanna per portare contenitori colmi d'acqua con cui domare le fiamme in un tempio ionico, che ricorda quello di Saturno.
Al centro alcune donne si rivolgono verso il pontefice, che si affaccia da un'architettura bramantesca a bugnato. Più a sinistra si intravede la facciata dell'antica basilica vaticana, ornata da mosaici. Il vuoto centrale e l'insieme dei gesti riesce a far convergere l'occhio dello spettatore sulla figura del pontefice, per quanto piccola rispetto al primo piano. Tale schema venne ampiamente ripreso dai classicisti seicenteschi.
Citazioni dotte e ricercate, prese dalla classicità e dalla modernità, ben rappresentano l'ambiente evocato dai letterati della corte di Leone X.
Dall'armoniosa bellezza della Stanza della Segnatura si è passati ormai a uno stile più ardito e disomogeneo, con una composizione più intensamente scenografica, senza un'articolata organizzazione strutturale degli edifici, che paiono appunto quinte teatrali o apparati effimeri predisposti durante le feste (lo stesso Raffaello si occupò direttamente di scenografia). Forte è la componente sperimentale ed è stata paragonata da alcuni, nel suo attingere ai repertori urbinate, umbro, fiorentino e veneziano, al procedimento che in quegli stessi anni coinvolgeva i letterati sulla scelta della lingua. Raffaello andava infatti rielaborando i linguaggi dei suoi predecessori per dare origine a quel classicismo che tanto influenzò le generazioni successive.